# José Manuel Miñones
José Manuel Miñones Conde (ur. 17 lipca 1972 w Santiago de Compostela) – hiszpański polityk, farmaceuta, nauczyciel akademicki i samorządowiec, w 2023 minister zdrowia.

## Życiorys
W 1997 ukończył farmację na Universidad de Santiago de Compostela, doktoryzował się w 2001. Został nauczycielem akademickim na macierzystej uczelni, objął stanowisko profesorskie na wydziale farmacji.
Zaangażował się w działalność polityczną w ramach regionalnego oddziału Hiszpańskiej Socjalistycznej Partii Robotniczej (PSOE) w Galicji, wszedł w skład zarządu partii w tej wspólnocie autonomicznej. Od 2007 związany z samorządem miejskim w Ames. Był członkiem miejskiej egzekutywy, gdzie odpowiadał m.in. za zdrowie i reformę administracyjną. W latach 2015–2021 sprawował urząd alkada Ames. W marcu 2021 mianowany przedstawicielem hiszpańskiego rządu w Galicji.
W marcu 2023 objął urząd ministra zdrowia w drugim gabinecie Pedra Sáncheza. W 2023 uzyskał mandat posła do Kongresu Deputowanych. W listopadzie tego samego roku zakończył pełnienie funkcji rządowej.